# Diocèse de Maturín
Le diocèse de Maturín (en latin : Diœcesis Maturinensis ; en espagnol : Diócesis de Maturín) est un diocèse de l'Église catholique au Venezuela, suffragant de l'archidiocèse de Ciudad Bolívar.

## Territoire

Carte des diocèses du Venezuela avec le diocèse de Maturín en rouge

Le diocèse de Maturín coïncide géographiquement avec l'État de Monagas, il a une superficie de 28900 km2 avec 27 paroisses regroupées en 5 archidiaconés. L'évêché est à Maturín où se situe la cathédrale Notre-Dame-du-Carmel (es).

## Historique
C'est Mgr Juan José Bernal, évêque de Santo Tomás de Guayana (aujourd'hui archidiocèse de Ciudad Bolívar) qui demande au Saint-Siège la création d'un diocèse dans l'État de Monagas, pour répondre aux besoins des nombreux fidèles trop éloignés de son évêché. Il est érigé canoniquement le 24 mai 1958 par le pape Pie XII avec la bulle pontificale  Regnum Dei, en prenant une partie du territoire du diocèse de Santo Tomás de Guayana . À l'origine, il est suffragant de l'archidiocèse de Caracas mais le 21 juin de la même année, il devient membre de la province ecclésiastique de l'archidiocèse de Ciudad Bolívar.

## Évêques
- Antonio José Ramírez Salaverría (1958-1994)
- Diego Rafael Padrón Sánchez (1994-2002)
- Enrique Pérez Lavado (2002-)